# Střed Evropy

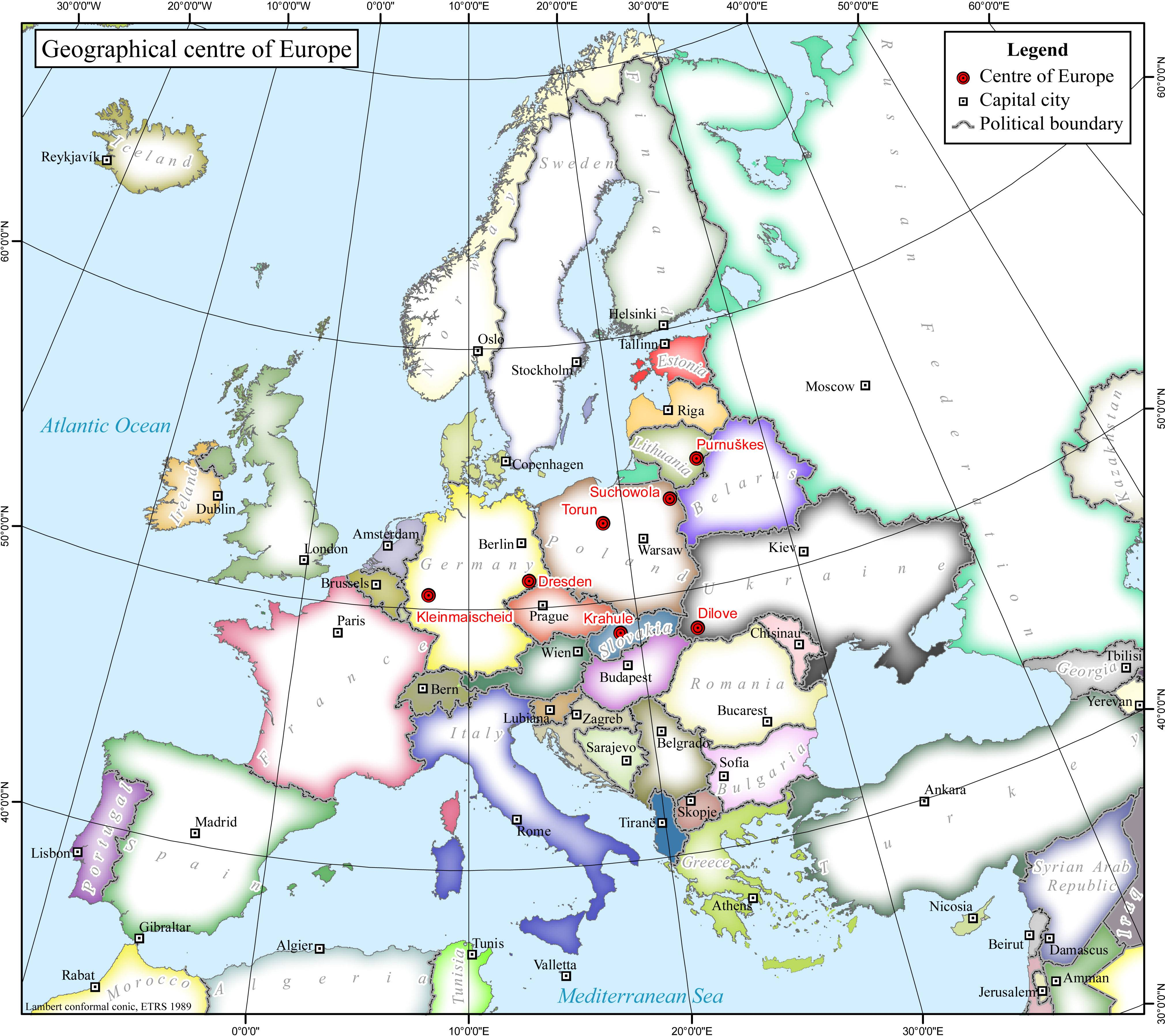
Mapa různých míst považovaných za střed Evropy:
Dilove, Krahule, Drážďany, Kleinmaischeid, Toruń, Suchowola, Bernotai a Purnuškės.

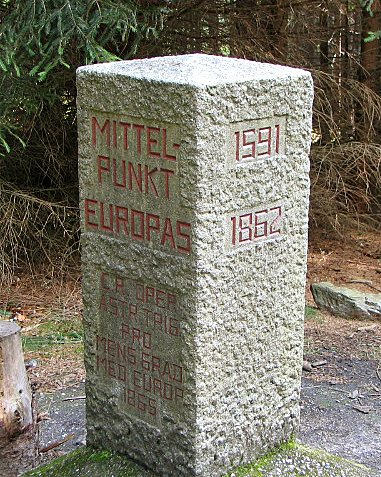
Střed Evropy Mittelpunkt Europas nedaleko Dyleně.

V závislosti na definici se zeměpisný střed Evropy může nacházet v následujících místech:
- v Česku
  - Brušperk
  - Břežany nad Ohří
  - Dyleň - podle místní tradice Dyleň roku 1805 prohlásil Napoleon Bonaparte za zeměpisný střed Evropy
  - Locus perennis u Lišova (okres České Budějovice)
  - u Kouřimi – je tak sice označován, ale ve skutečnosti jde jen o průsečík 50. rovnoběžky a 15. poledníku. Někdy se označuje jako astronomický střed Evropy.[1][2]
  - vrch Melechov u Havlíčkova Brodu
  - v Lipníku nad Bečvou v Klášterní zahradě
  - u Třebíče
  - u Znojma
  - u Žďáru nad Sázavou
  - v Brně na Zelném trhu
  - vrch Brno - Radeč západně od Lhoty pod Radčem (okres Rokycany)
  - Havlíčkův Brod -- podle Járy Cimrmana[3]

- v Německu
  - Mittelpunkt Europas (Německo) tři metry od hranic s Českem nedaleko vrchu Dyleň
  - v Hildweinsreuthu u Flossenbürgu (Bavorsko)
  - v Kleinmaischeidu u Neuwiedu v Porýní-Falci (střed Evropské unie po rozšíření v roce 2004)

- v dalších zemích
  - kostel sv. Jána pod obcí Krahule nad Kremnickými Banemi u Kremnice (Slovensko)
  - u vsi Dilove u města Rachov (Ukrajina, Zakarpatská oblast)
  - Suchowola (severovýchodní Polsko)
  - v obci Purnuškės u Vilniusu (Litva) – asi 26 km od města v hloubce 180 km pod zemským povrchem
  - jezero Šo, (Bělorusko, Vitebská oblast)

## Problém definice
Otázkou zůstává samotná definice středu Evropy. Každé z výše určených míst může vycházet z jiné definice. Může to být bod, který má nejmenší vzdálenost od nejvzdálenějšího bodu povrchu Evropy. Může to být těžiště desky ve tvaru Evropy. Může to být místo, které má nejblíže ke všem mořím, omývajícím břehy Evropy. A záleží na tom, zda k Evropě přičteme i její ostrovy. Některé definice za Evropu nepovažují například Rusko.